# 椿井えみ
椿井 えみ（つばい えみ、1993年6月4日 - ）は、日本のAV女優。ティーパワーズ所属。

## 略歴・人物
2018年10月、アイデアポケット専属女優としてAVデビュー。ただし専属での出演は1本のみ。

## 出演作品

### アダルトDVD
2018年
- 性格○愛嬌○Hの感度○ 満点スマイルの現役看護師さんAVデビュー（10月13日、アイデアポケット）
- 出逢ったその日に即中出しさせてくれる 出会い系アプリで話題の女神がAV出演（10月25日、本中）
- 出会い系アプリで奇跡の発掘! 初体験から半年間で一気に経験人数が50人アップ! 性の喜びを知ったむっつり絶倫田舎ムスメななみちゃん(20才)がAV出演しちゃいました!! ナンパJAPAN EXPRESS Vol.82（10月25日、ナンパJAPAN）※「ななみ」名義
- 顔出し!女子大生限定 ザ・マジックミラー 素人娘が初めての固定バイブ激イキ体験! in池袋 うねるバイブをねじ込まれたまま恥ずかしいポーズを撮影され連続絶頂! オマ○コの火照りが止まらない素人女子大生はデカチンSEXを拒めない!（12月19日、ディープス）
- 女子校生をガチナンパ! イマドキ乙女たちのお悩みをズバッと解決! 短小・包茎・早漏な彼氏とのエッチに「満足した事無いです…」っていうまだ成長中↑の巨乳な娘たちにいきなりっ!デカチンを見せたら「えっ!恥ずかしい…」なんて言ってる暇も無くズボッと挿入(SEX)へ! 最後はたっぷり中出ししちゃいました♥（12月27日、MERCURY）※「えみ」名義

2019年
- 女上司と男部下がSMラブホで2人っきり! 身動き取れない上司のぷるるんボディに部下のチ○ポは破裂寸前! うっかり火がついた2人は初結合?!（1月24日、SODクリエイト）※「えみり」名義
- なかだし青春デイズ（2月1日、プレステージ）※AV OPEN 2018 乙女部門1位
- 旅館を手伝う地味っこ姉妹と仲良くなって2泊3日オヤジの濃厚テクでイキ乱れ早漏娘に開発（2月7日、ナチュラルハイ）
- 完全ガチ素人! 上京して間もない地方出身ウブ美少女に男子特有の切実なお悩み相談。 親身に相談に乗ってくれたので調子こいてナマで素股をさせてもらったら、ズボッとハプニング挿入。 そのままかまわず激ピストンしてナカに射精させてもらいました。（2月8日、S級素人）
- 120%リアルガチ軟派伝説 vol.69 in 仙台（2月15日、プレステージ）
- 目が感じまくる点眼媚薬! まばたきするたびに感度が倍増する催淫目薬でケダモノ化! デカチンの快感で嬉し涙を流しながら寄り目、泣きイキ、トランス絶頂SEX!（2月21日、SODクリエイト）※「なつみ」名義
- 某図書館で働く美人司書 「結婚初心者」がAV出演! 私、常にえっちな妄想してるんですけどこれって変なんですか???（2月21日、F&A）
- ぼっちナンパ! 2018ハロウィーンin渋谷 世界の波多野結衣様がナンパに参戦してハロぼっち娘をGETだぜ!スペシャル!! 前編（2月27日、MERCURY）
- 超ガン見フェラ 4 〜イキ顔+潤んだ瞳でジっと見つめ合い、白濁液尽きるその時までその目を離さない〜（3月1日、SEX Agent）
- ナンパしたOLさん! 仲良しの同僚の前でHな事どこまで出来ますか!!（3月10日、ホットエンターテイメント）
- 一般男女モニタリングAV 素人女子大生の友情数珠つなぎ企画 友達を30分以内に電話で呼び出し“身代わり”にして密室から脱出せよ! 2 制限時間を過ぎたら女子大生にデカチン即ハメ! イってもやめない激ピストンで友達が来るまで生中出しは終わらない（3月19日、ディープス）
- 就職活動でお悩み中の首都圏有名私立大学に通うウブな女子大生をオイシイ話で騙して生ハメ、そのままナカに出させてもらいました（4月12日、S級素人）
- SOD女子社員 いきなり野球拳 業務中に突然始まる赤面羞恥対決&公開羞恥SEX10本番（5月23日、SODクリエイト）※「鈴井優子」名義
- マジックミラー号ハードボイルド 就活女子学生に「面接回りは足腰が命」と騎乗位エクササイズを指導 デカチン“ラップ素股”で欲求不満が爆発 激・潮杭打ちピストンで中出し！しちゃうなんて…（5月23日、サディスティックヴィレッジ）
- 膣壁が嫉妬するパンストの使い方。 〜パンストに包まれ、パンストに出す、パンストの新しい在り方〜（5月25日、SEX Agent）
- 現場中の無防備なパンチラに発情したスタッフや男優にレイプされても「今日からお前のことをえこひいきしてやるからな?」と言われたら歯を食いしばり、声も出せずに泣き寝入りするしかないサディスティックヴィレッジの女AD（6月6日、サディスティックヴィレッジ）
- ボクの部屋がいつしかヤリマン女子たちのたまり場に! 自宅を勝手にイケてるグループのたまり場にされている気弱なボクだけど、イケメン野郎が連れて来るクラスで一番カワイイ女子や巨乳、ドMな後輩、セフレ…と、お下がりとはいえエッチできるから、大好きな一人の時間が減ってしまったけど良しとしよう!!しかも、ボクのエッチの方が濃厚で気持ち良いらしく女の子たちはイケメンではなくボクにおかわりを求めてくる…イケメンの女たちを全部頂いちゃいました!!（6月7日、Hunter）
- 「ダメ…動かしたら挿っちゃう…!」 義妹と一週間の寸止め素股生活で我慢できなくなりヌルヌルズボッ!生挿入&生中出しでエビ反り連続爆イキ! 超カワイイ義理の妹と突然の新生活。年齢が近いこともありお互いを意識するなか両親が一週間の旅行で二人きり!二人きりに我慢できず一線を越えてキス、そして恋人同士のようにイチャつくが、義理とはいえ兄妹。ボクも義妹もエッチしたくて溜まらないけど兄妹で決めた約束「エッチまでは決してしない」を守り素股でお互い我慢することに…。こうして親が帰ってくるまでの間、とにかく毎日毎日、素股!素股!素股! しかし、最後の二人きりの夜にいつものように素股止まりのハズ…だったが「あっ!ダメだよ。そんなに動いたら挿っちゃうよ」と言いながらもどこか期待している義妹はチ○コが挿りやすいように動いて…義妹のマ○コについに挿入!一度挿ってしまったら、義妹ももうタガが外れ何度もエビ反り連続爆イキ!親が帰ってくる朝まで何度も何度も恋人同士のラブラブセックス!!（7月7日、Hunter）
- 絶倫義兄 義妹連続中出し地獄 〜突然できた5人の義理の妹を追いかけ回して何度も何度も中出し!一人ずつ確実に手なずけて地獄へ堕とす〜（7月19日、アパッチ）
- 初心で可愛い素人女子校生がオジサンの18センチデカチンを前に「えっ!すごい…」と赤面! 電マやカチカチのデカチンで寸止め生き地獄からのラップ素股でラップを突き破ったり有無を言わさずいきなりズボっと挿入! 乙女のオ○ンコかき回し突きまくって放心状態の女子校生10名の記録 その1（7月27日、FIRST STAR）
- 逸材発掘 普段はおっとりしたOLが痙攣・絶叫・悶絶しながら本性露わにイキまくり! 豹変する女（8月19日、ブラックドッグ）
- マネージャー推薦だけで即決したら意外な逸材ばかり!（10月25日、S級素人）
- 私だけセックスできないのはおまえらが悪い!!! 拗らせ喪女とリア充ゆるふわ系女子の関係（11月25日、DARUMAX）

### アダルトVR
2019年
- VR長尺 夜行バスで乗り合わせた女性がカラダをすり寄せ誘惑。 バレないように耳元で囁かなれがらHしたら、それに気づいた別の乗客からも誘惑されSEXしてしまいました。 静岡〜新宿編（1月11日、変態紳士倶楽部）
- ハイグレード美女のみ在籍! デリバリーピンクサロン（2月15日、CASANOVA）
- エッチなお世話もしてくれるロリっ子家政婦（4月19日、CASANOVA）
- 妹と禁断エロ展開（6月14日、CASANOVA）
- ナースが目の前でパンスト&パンツを見せつけてくる巨尻フリフリVR（6月21日、ROOKIE）
- 目の前でピタパン!スケパン!パンスジ&パン肉の浮き出たエロ尻をじっくり観察（6月28日、ROOKIE）
- 後を追いかけ拉致してそのままレ○プ!全員中出し!（7月30日、ROOKIE）
- 悶絶クンニMANIAX VR 2（8月30日、ワンズファクトリー）